# Palais Augarten

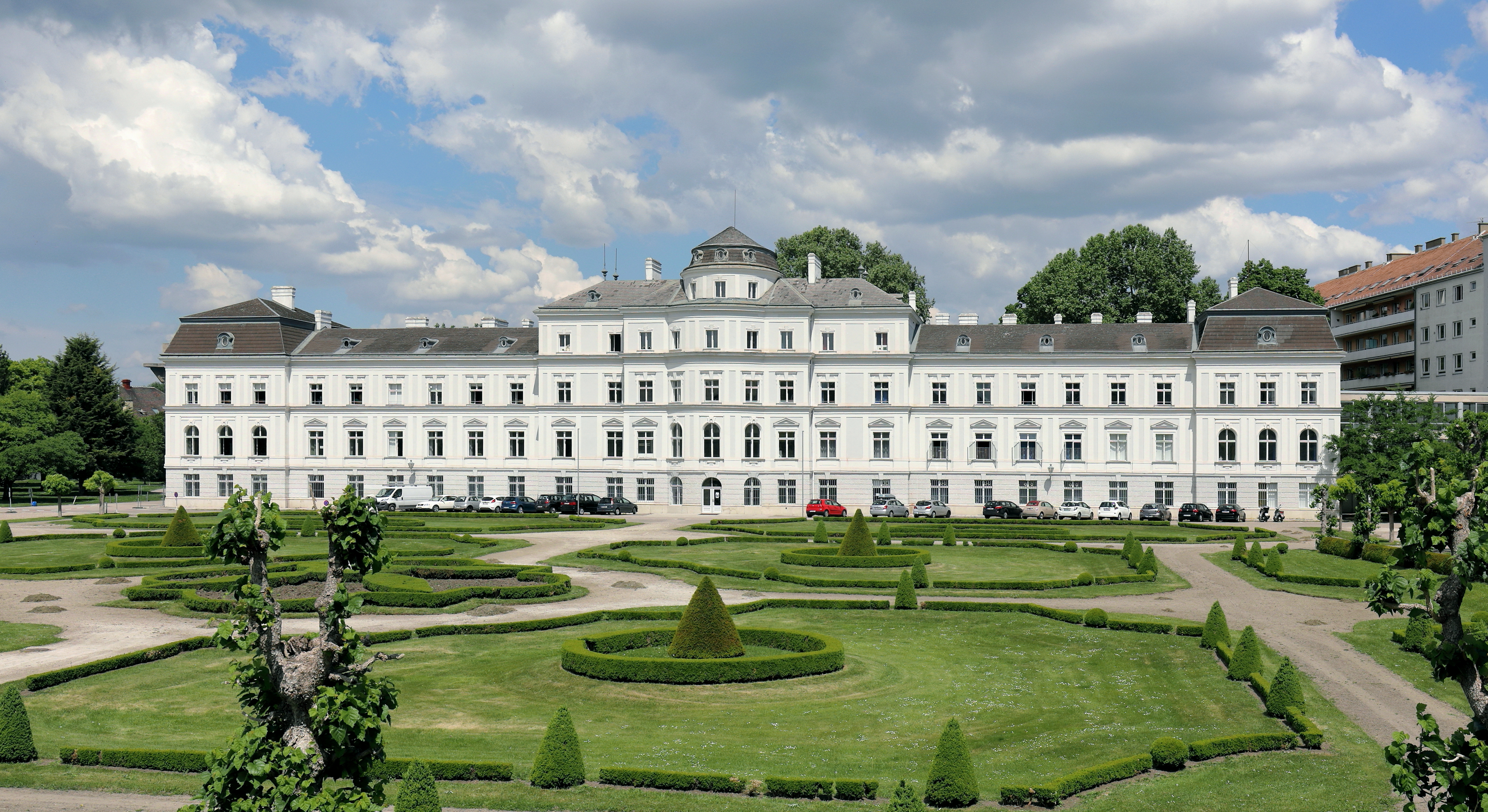
Palais Augarten

Das Palais Augarten ist ein Palais im 2. Wiener Gemeindebezirk Leopoldstadt. Das Palais im Augarten ist im Besitz der Republik Österreich und wird von den Wiener Sängerknaben als Wohnsitz, Übungsstätte und Ausbildungsort (Gymnasium) genutzt. 
Gleich in der Nachbarschaft befindet sich im Schloss Augarten die Porzellanmanufaktur Augarten.

## Geschichte
Nach der grundlegenden Neugestaltung der barocken Gartenanlage des Augartens unter Kaiser Karl VI. im französischen Stil, zu deren Durchführung 1712 der Gartenarchitekt Jean Trehet beauftragt wurde, kam es zur Errichtung mehrerer kleinerer und größerer Palais auf dem Gebiet des Augartens. Das größte dieser Palais wurde bereits zuvor, gegen Ende des 17. Jahrhunderts, durch Johann Bernhard Fischer von Erlach für den Ratsherrn Zacharias Leeb errichtet. 1780 ging dieses Palais in den Besitz des Kaisers Josef II. über. Bis zum Beginn des 20. Jahrhunderts blieb es im Besitz der Kaiserfamilie Habsburg-Lothringen. In dieser Zeit, vor allem im 19. Jahrhundert, wurden zahlreiche Feste im Palais abgehalten und ein Salon eröffnet. Zu den damaligen Gästen zählten unter anderem Richard Wagner, Franz Liszt und Hans Makart.
Das größte Fest im Palais Augarten fand im Rahmen der Wiener Weltausstellung 1873 statt, zu den Gästen zählten unter anderem Kaiser Franz Joseph I. und Zar Alexander II. von Russland. 1897 kam es zu einer großen Umgestaltung des Palais, da es für die Familie des Neffen Kaiser Franz Josephs, Erzherzog Otto, adaptiert wurde. Am 1. September 1903 gab Franz Joseph hier für König Eduard VII. von Großbritannien, der zu einem Staatsbesuch angereist war, ein Familiendiner.
Im Ersten Weltkrieg pflegte Erzherzog Ottos Witwe, Maria Josepha Luise von Sachsen, Kriegsverwundete in ihrem Palais Augarten, in dem sie ein Lazarett eingerichtet hatte.
In den Jahren 1934 bis 1936 wurde das Palais vom österreichischen Bundeskanzler Kurt Schuschnigg bewohnt. Im Zweiten Weltkrieg wurde das Anwesen schwer beschädigt und nach Kriegsende fast in seinem früheren Erscheinungsbild wiederhergestellt; teilweise findet sich noch die ursprüngliche Einrichtung des Palais. 1948 wurde es den Wiener Sängerknaben übergeben. Es befindet sich heute, wie der gesamte Augarten, im österreichischen Staatsbesitz.